# Julia Nyberg
Julia Kristina Nyberg (1785—1854) var en svensk digterinde, som valgte pseudonymet Euphrosyne at skrive under. Hun er nok mest kendt for sange "Vårvindar Friska", som hun skrev en tekst til. Melodien er fra en traditionel svensk folkevise fra Norrland.
Efter et kortvarigt Ægteskab med Høker Asping i Sthlm
flyttede hun tilbage til sin Hjemstavn, hvor hun
1822 ægtede A. V. Nyberg. Hun debuterede i
»Poetisk Kalender för 1818« og Atterbom
interesserede sig for hende, gav hende Raad i
Valg af Læsning og anmeldte hendes »Dikter«
(1822) meget rosende. Atterbom o. a. Venner
raadede hende til at forsøge sig i større
Emner, men Forsøgene med »Christophorus« og
»Vublina« faldt ikke heldigt ud; hun havde sin
Styrke i at udarbejde fine, natursymbolske
Digte. Sine »Dikter« (et nyt Hefte udkom 1828)
udgav hun igen 1831—32, derpaa udsendte hun
Kalenderen »Sylphiden« (1839) sammen med
Dahlgren, og 1842 udkom endelig et Bind »Nya
dikter«. Men Stemningen var i de Aar ikke for
Euphrosynes fosforistiske Digtninge, hun
lønnedes kun med Bifald fra gl. Venner, skønt
denne Samling indeholder det bedste af, hvad
hun har skrevet. I de 12 Aar hun endnu levede
udgav hun intet. N. er en betydelig
Repræsentant for »Nya skolan«; hendes Digtning er vel
undertiden præget af denne Skoles Fosforisme,
men den ejer tillige meget af den Fantasi og
Finhed, som er denne Retnings Styrke, og
enkelte af hendes Smaadigte: »Jungfrun i det
gröna«, »Liljan och spindelnätet«, »Trasten«,
»Tiggargossen« o. fl. har sit Særpræg i
Datidens sv. Digtning.